# Hospital universitario Naresuan
El Hospital universitario Naresuan (en tailandés: โรงพยาบาลมหาวิทยาลัยนเรศวร) es un hospital de enseñanza primaria de la Facultad de Medicina de la Universidad Naresuan, ubicado en el campus de la Universidad de Naresuan en Phitsanulok, Tailandia. El hospital está concebido como el centro médico de atención terciaria en la región norte de Tailandia meridional.
Después del establecimiento de la Facultad de Medicina de la Universidad Naresuan en 1994, el Gobierno Real de Tailandia aprobó un presupuesto para construir el edificio de Ciencias Médicas y un Centro de Investigación de Ciencias de la Salud dentro de la Universidad de Naresuan. Además de la educación, el Centro de Investigación de Ciencias de la Salud también tenía como objetivo ser el centro de atención médica terciaria por excelencia en esta región.
La construcción del Centro de Investigación de Ciencias de la Universidad de Naresuan Salud se inició en 1996 y se terminó en 2000.
El 26 de marzo de 2005, los dirigentes de la universidad adoptaron una resolución para cambiar el nombre del Instituto de Investigación de Ciencias de la Salud al de "Hospital de la Universidad Naresuan".